# Люнгин, Евгений Яковлевич
Евгений Яковлевич Люнгин (род. 8 августа 1938, Ленинград) — советский легкоатлет (спортивная ходьба), чемпион и призёр чемпионатов СССР, призёр летней Спартакиады народов СССР 1975 года, обладатель Кубка мира, участник летних Олимпийских игр 1964 года в Токио, тренер. Мастер спорта СССР международного класса.

## Карьера
Начал заниматься спортивной ходьбой в 1956 году. В 1961-1976 годах входил в сборную команду страны. На летней Олимпиаде в Токио Люнгин занял 18-е место с результатом 4-32:01,6 с. А чемпионом Олимпиады стал итальянец Абдон Памич (4-11:12,4 с). На чемпионате мира 1976 года в Мальмё Люнгин занял 6-е место.
Работал тренером МГО ВФСО «Динамо». Ушёл из жизни.

## Спортивные результаты
- Чемпионат СССР по лёгкой атлетике 1964 года — ;
- Чемпионат СССР по лёгкой атлетике 1970 года — ;
- Лёгкая атлетика на летней Спартакиаде народов СССР 1975 — ;